# VSG Altglienicke
VSG Altglienicke is een Duitse sportvereniging met uit het Berlijnse district Treptow-Köpenick, stadsdeel Altglienicke. De vereniging telt zo'n 800 leden. Als een van de weinige clubs uit het voormalige Oost-Berlijn is de club erin geslaagd de oorspronkelijke naam te behouden en niet om politieke redenen als Betriebssportgemeinschaft aan een overheidsinstantie of overheidsbedrijf gekoppeld te worden.
Naast voetbal zijn er afdelingen voor gymnastiek, kegelen, volleybal, handbal. De voetbalafdeling is erin geslaagd om binnen 8 jaar van de Kreisliga A naar de Oberliga NOFV-Nord te promoveren.

## Geschiedenis
De geschiedenis van de vereniging begon in 1883 met de oprichting van MTV Spieß. Na de Tweede Wereldoorlog werd er in 1946 een overkoepelende sportvereniging opgericht met de Altglienicker Sportverein, die vanaf 1 juli 1952 werd omgedoopt in VSG Altglienicke. De wortels van de huidige handbalafdeling liggen bij MTV Spieß 1883.
In de tijd van de DDR speelde de club geen grote rol van belang. In het seizoen 1988/89 werd de 2e plaats behaald in de Bezirksklasse Staffel B, waarmee de club 2 beslissingswedstrijden afdwong voor de Bezirksliga, destijds de hoogste klasse van Oost-Berlijn. In twee wedstrijden werd afgerekend met de favoriet BSG Einheit Pankow. De thuiswedstrijd werd met 3-1 gewonnen en ook de uitwedstrijd eindigde met 2-3 in een zege. Hierdoor speelde VSG Altglienicke voor het eerst in de Bezirksliga. In het seizoen 1989/90 eindigde men als 13e waarmee degradatie werd afgewend. In het daaropvolgende seizoen werd men 10e in de Landesliga Ost.

### Sinds 1991
Het eerste seizoen na de Duitse hereniging eindigde met degradatie naar de Kreisliga A. Met de derde plaats in het seizoen 1992/1993 werd kwalificatie voor de nieuw opgerichte Bezirksliga bewerktstelligd. In het seizoen 1994/1995 volgde promotie naar de Landesliga. Daarna volgde erg magere jaren met liefst 3 degradaties in 4 jaar. Als gevolg hiervan speelde VSG Altglienicke in het seizoen 2000/01 in de Kreisliga B. Pas vanaf de promotie naar de Kreisliga A in 2003/04 begon een betere tijd. Na de promotie uit de Kreisliga A in het jaar 2006/07 speelde de club 2 jaar in de Bezirksliga. In het seizoen 2008/09 volgde promtie naar de Landesliga.
In het eerste seizoen behaalde men gelijk de 2e plaats en na promotie/degradatie wedstrijden dwong de club promotie naar de Berlin-Liga af. In het tweede seizoen op dat niveau stond de club vrijwel het hele seizoen op de 1e plaats en werd men op 12 mei 2012 kampioen de van Berlin-Liga om zo te promoveren naar het 5e niveau in de Duitse voetbalpyramide. In het eerste seizoen verliep de heenronde heel voorspoedig met een vijfde plaats, in de terugronde ging het echter mis en eindigde de club uiteindelijk negende. In 2014 werd de club zevende, maar trok zich na dit seizoen om economische redenen vrijwillig terug en ging weer in de Berlin-Liga spelen. In 2016 werd de club kampioen en keerde terug naar de Oberliga. Amper een jaar later promoveerde de club verder door naar de Regionalliga. Omdat het stadion van de club niet geschikt was voor de Regionalliga verhuisde de club naar het Friedrich-Ludwig-Jahn-Sportpark in Prenzlauer Berg. In 2020 verhuisde de club dan naar het Olympiapark-Amateurstadion in Westend. In 2020 en 2021 werd de club vicekampioen en ook de volgende seizoenen eindigde de club in de subtop. Nadat de club in 2023/24 opnieuw in het het Friedrichs-Ludwig-Jahn-Sportpark speelde verhuide de club voor 2024/25 naar het Hans-Zoschke-Stadion in Lichtenberg. 

## Recente seizoenen
| Seizoen | Competitie           | Plaats (van) |
| ------- | -------------------- | ------------ |
| (...)   | (...)                | (...)        |
| 1992/93 | Kreisliga A          | 8. (16)      |
| 1993/94 | Bezirksliga          | 8. (16)      |
| 1994/95 | Bezirksliga          | 2. (16)      |
| 1995/96 | Landesliga           | 9. (16)      |
| 1996/97 | Landesliga           | 16. (16)     |
| 1997/98 | Bezirksliga          | 15. (16)     |
| 1998/99 | Kreisliga A          | 13. (16)     |
| 1999/00 | Kreisliga A          | 16. (16)     |
| 2000/01 | Kreisliga B          | 13. (16)     |
| 2001/02 | Kreisliga B          | 9. (16)      |
| 2002/03 | Kreisliga B          | 5. (16)      |
| 2003/04 | Kreisliga B          | 2. (16)      |
| 2004/05 | Kreisliga A          | 8. (16)      |
| 2005/06 | Kreisliga A          | 14. (16)     |
| 2006/07 | Kreisliga A          | 1. (16)      |
| 2007/08 | Bezirksliga          | 3. (16)      |
| 2008/09 | Bezirksliga          | 1. (16)      |
| 2009/10 | Landesliga           | 2. (16)      |
| 2010/11 | Berlin-Liga          | 2. (18)      |
| 2011/12 | Berlin-Liga          | 1. (19)      |
| 2012/13 | Oberliga NOFV-Nord   | 9. (16)      |
| 2013/14 | Oberliga NOFV-Nord   | 7. (16)      |
| 2014/15 | Berlin-Liga          | 5. (18)      |
| 2015/16 | Berlin-Liga          | 1. (18)      |
| 2016/17 | Oberliga NOFV-Nord   | 1. (16)      |
| 2017/18 | Regionalliga Nordost | 15. (18)     |
| 2018/19 | Regionalliga Nordost | 14. (18)     |
| 2019/20 | Regionalliga Nordost | 2. (18)      |
| 2020/21 | Regionalliga Nordost | 2. (18)      |
| 2021/22 | Regionalliga Nordost | 4. (20)      |
| 2022/23 | Regionalliga Nordost | 5. (18)      |
| 2023/24 | Regionalliga Nordost | 6. (18)      |
| 2024/25 | Regionalliga Nordost | 9. (18)      |